# Зеллус, Шавонте
Шавонте Зеллус (англ. Shavonte Zellous; род. 28 августа 1986 года в Орландо, штат Флорида, США) — американская профессиональная баскетболистка, которая выступает за команду женской национальной баскетбольной ассоциации «Вашингтон Мистикс». Была выбрана на драфте ВНБА 2009 года в первом раунде под 11-м номером клубом «Детройт Шок». Играет на позиции атакующего защитника.

## Биография
До прихода в ЖНБА играла за женскую баскетбольную сборную Питтсбургского университета. На драфте ВНБА 2009 года была выбрана в первом раунде под общим 11 номером клубом «Детройт Шок». В своём дебютном сезоне Зеллус в среднем за игру набирала 11,9 очков (второй показатель среди новичков) и делала 1,8 передачи. По итогам сезона Шавонте была включена в сборную новичков ЖНБА, став на тот момент игроком с наихудшим номером на драфте, выбранным в сборную новичков. В 2012 году уже в составе «Индиана Фивер» Зеллус стала чемпионом ЖНБА, а в 2013 году участвовала в матче всех звёзд ЖНБА.
Учась в Питтсбургском университете с 2005 по 2009 год, Зеллус показала себя как отличный защитник и стала одним из лидеров команды. С её помощью в 2006 году «Питтсбург Пантерс» смогли выйти в финал четырёх турнира WNIT, а в последующих трёх сезонов каждый раз выходили в турнир NCAA, дойдя до раунда «Sweet Sixteen» в 2008 и 2009 годах. За её успехи на площадке в 2009 году её включили в третью всеамериканскую сборную, а в 2007 году назвали самым прогрессирующим игроком конференции Big East. За четыре года в университете Шавонте набрала 2253 очков, став по этому показателю третьей в истории «Пантерс». Она также стала единственным игроком в истории «Пантерс» (как среди мужчин, так и женщин) и девятым в истории конференции Big East (как среди мужчин, так и женщин), кому удавалось в трёх разных сезонах набирать более 600 очков.
В сезоне 2013 года Зеллус почти удвоила свою результативность по сравнению с предыдущим сезоном с 7,5 до 14,7 очка за игру. Кроме того она стала делать больше подборов и улучшила процент попадания и благодаря этому была названа самым прогрессирующим игроком ЖНБА 2013 года.